# Снилльфьорд
Снилльфьорд (норв. Snillfjord) — бывшая коммуна в губернии Сёр-Трёнделаг в Норвегии. Административный центр коммуны — город Крокстадёра. Официальный язык коммуны — нейтральный. Население коммуны на 2007 год составляло 1022 чел. Площадь коммуны Снилльфьорд — 508,2 км², код-идентификатор — 1613.
1 января 2020 года коммуна упразднена, её территорию поделили коммуны Оркланн, Хитра и Хейм.

## История населения коммуны
Население коммуны за последние 60 лет.

Статистика коммуны Снилльфьорд